# Toshimi Kikuchi
Toshimi Kikuchi (菊池 利三?, Kikuchi Toshimi; Prefettura di Iwate, 17 giugno 1973) è un ex calciatore giapponese, di ruolo difensore.